# Herzl Berger
Herzl Berger (hebr.: הרצל ברגר, ur. 18 sierpnia?/31 sierpnia 1904 w Mińsku, zm. 28 sierpnia 1962 w Izraelu) – izraelski prawnik, politolog i polityk, w latach 1951–1962 poseł do Knesetu z listy Mapai.
W wyborach parlamentarnych w 1949 nie dostał się do izraelskiego parlamentu, jednak 5 lutego 1951 objął mandat poselski po rezygnacji Jehudit Simchoni. Zasiadał w Knesetach I, II, III, IV i V kadencji, podczas której zmarł 28 sierpnia 1962. Mandat objął po nim Gidon Ben-Jisra’el